# راي كيتينغ
راي كيتينغ (بالإنجليزية: Ray Keating)‏ هو لاعب كرة قاعدة أمريكي، ولد في 21 يوليو 1893 في بريدجبورت في الولايات المتحدة، وتوفي في 28 ديسمبر 1963 في ساكرامنتو في الولايات المتحدة.

## وصلات خارجية
- راي كيتينغ على موقعبيزبول رفرنس.كوم (الدوري الرئيسي) (الإنجليزية)
- راي كيتينغ على موقعبيزبول رفرنس.كوم (الدوري الثانوي) (الإنجليزية)
- راي كيتينغ على موقع مشجعي الرسوم البيانية (الإنجليزية)